# Beniparrell
Beniparrell es un municipio de la Comunidad Valenciana, España. Pertenece a la provincia de Valencia y a la comarca de la Huerta Sur.

## Geografía

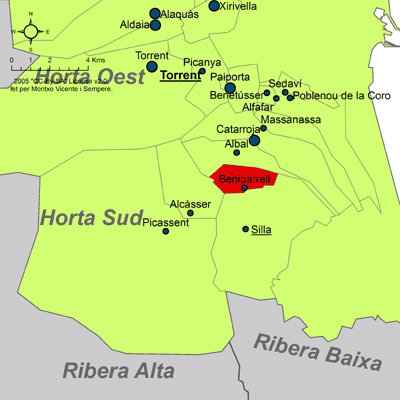
Localización en la comarca de la Huerta Sur

Beniparrell tiene un tamaño de 3,68 km² situado a una altitud mediana de 9 m sobre el nivel del mar y a 14 kilómetros de la capital valenciana, cuyo código postal es 46469. Queda ubicado en la comarca de Huerta Sur. El término, totalmente plano, es drenado por el ^barranco de Picasent.
El término municipal está atravesado por la autovía V-31 y por carreteras locales que permiten la comunicación con Silla y Albal. La altitud oscila entre los 22 m al oeste y los 4 m al este. El pueblo se alza a 6 m sobre el nivel del mar.
| Noroeste: Albal        | Norte: Albal | Noreste: Albal |
| Oeste: Albal y Alcácer |              | Este: Silla    |
| Suroeste: Alcácer      | Sur: Silla   | Sureste: Silla |

El clima de Beniparrell se puede considerar de tipo mediterráneo, y está clasificado como BSk por Köppen y Geiger1. Está caracterizado por una pluviometría mediana de 533 mm en el año (361–848 mm), y con una temperatura mediana anual de 14,8 °C (8,2 – 18,1 °C). Las temperaturas medianas mínimas y máximas anuales son 9 °C (1,2 – 14,2 °C) y 20,7 °C (15,1 – 24,5 °C) respectivamente. En cuanto al número de días con temperatura mínima mediana por sobre los 20 °C, estos son de media20,2 el año, mientras que la provincia de Valencia tiene de media 32,7 días el año con una temperatura mínima por debajo de los 0 °C. Finalmente, de media hay 130,7 días el año con una temperatura máxima de 25 °C.
Cruza el término la carretera de Valencia a Gandía.

## Historia
En sus orígenes Beniparrell era una alquería musulmana, pero una vez conquistado el Reino de Valencia, pasó a manos de Arnau de Romaní en agradecimiento por los servicios prestados. Arnau sería señor del pueblo hasta el 1297 cuando se vendió al convento de Portaceli, por unas 44 000 libras. Más tarde, el 1314 fue comprado por un ciudadano de Valencia. Después de algunos cambios de propietario más, finalmente volvió al linaje de los Romaní.
En los últimos años del siglo XIV, se convirtió en una propiedad de la familia Escrivà los cuales se convirtieron en barones de Beniparrell. En 1600 se vendieron unos terrenos a los frailes carmelitas para que construyeran un convento. Y fue alrededor de éste donde comenzó a establecerse la población. Durante las desamortizaciomes del siglo XIX el convento pasó a manos privadas, de nuevo al barón.
Alrededor de 1850, Beniparrell construyó su propio ayuntamiento aunque después pasaría a formar parte de Albal durante un tiempo, hasta que de nuevo se estableció como una ciudad independiente por dictamen de la reina regente 
María Cristina (1892).
A partir de este momento la historia del pueblo ha ido ligada a la del país. Por tanto, los representantes han sido escogidos a dedo hasta la llegada de la democracia, y con ella de las primeras elecciones municipales con sufragio universal.

## Demografía
Beniparrell cuenta con una población de 2091 habitantes (INE 2024).
| Gráfica de evolución demográfica de Beniparrell entre 1857 y 2021 |
| |
| Población de derecho según los censos de población del INE Población de hecho según los censos de población del INEEn 1857 aparece este municipio porque se segrega del municipio Albal En 1877 este municipio desaparece porque se integra en el municipio Albal En 1897 aparece este municipio porque se segrega del municipio Albal |

## Economía
Las zonas de cultivo de regadío tienen un predominio absoluto, gracias a la Acequia Real del Júcar, además del agua del subsuelo. El cultivo principal es lo de los naranjos, seguido del de hortalizas y árboles frutales. En el caso del cultivo del arroz (limitado a los planteles) y el trigo han perdido importancia.
También se presente la ganadería en estabulación y explotaciones avícolas. Las actividades industriales son vinculadas a las industrias de la ciudad de Valencia (contrachapados, muebles, papel, juguetes) las cuales están tomando importancia en la economía local.

## Transporte público

### Autobús
Beniparrell tiene la opción de varios autobuses con destinación Valencia, estos son el 181A, 181B, 182A y 182B. La duración de estos trayectos en autobús son de aproximadamente 50 minutos.
También cuenta con un autobús con destinación a la playa El Saler. Los horarios son un poco estrictos, ya que no hay tanto servicio entre semana, pero los sábados, domingos y festivos si hay más disponibilidad.

## Administración y política
| Periodo   | Nombre                       | Partido                              |
| --------- | ---------------------------- | ------------------------------------ |
| 1979-1983 | Severino Casañ Planells      | PCE                                  |
| 1983-1987 | Severino Casañ Planells      | PCE                                  |
| 1987-1991 | Severino Casañ Planells      | EUPV                                 |
| 1991-1995 | Severino Casañ Planells      | EUPV                                 |
| 1995-1999 | Severino Casañ Planells      | EUPV                                 |
| 1999-2003 | Severino Casañ Planells      | EUPV                                 |
| 2003-2007 | Lucinda Daviu Martí          | PP                                   |
| 2007-2011 | Vicente José Hernandis Costa | GIB - Grupo Independiente Beniparell |
| 2011-2015 | Vicente José Hernandis Costa | PP                                   |
| 2015-2019 | Salvador Masaroca Delhom     | Compromís                            |
| 2019-2023 | Salvador Masaroca Delhom     | Compromís                            |
| 2023-act. | Salvador Masaroca Delhom     | Compromís                            |

### Gobierno municipal
Salvador Masaroca Delhom (COMPROMÍS) - Alcalde/Presidente, Concejalias de Urbanismo, Medio Ambiente y Desarrollo Local.
Ana Giménez Piquer (COMPROMÍS) - Concejala de Bienestar Social, Sanidad e Igualdad.
Alonso Ortiz Menéndez (COMPROMÍS) - Concejal de Hacienda y Fiestas.
Vicenta Martínez Chulià (COMPROMÍS) - Concejala de Deportes.
Julio Martínez Carcel (COMPROMÍS) - Concejal de Policía local y Personal.
Jorge Trasborares Martí (COMPROMÍS) - Concejal de Educación y Cultura.
Sandra Martínez Mata (COMPROMÍS) - Concejala de Juventud
Fuente:

## Cultura

### Patrimonio
- Iglesia parroquial. Con pinturas del siglo XVIII, está dedicada a Santa Bárbara. En el año 1600, la orden de Carmel, recibió bajo condiciones enfitéuticas de Luis Escribano (barón de Beniparrell y de Argelita y caballero de Montes), 16 hangeadas de suelo y la antigua ermita de Santa Bárbara, para establecer un convento de monjes seguidores de la antigua observancia. Este fue fundado en abril de 1603 por el padre prior Miguel Alfonso de Carranza. Tras epidemias por peste, se inició la reforma del antiguo edificio que fue ampliándose gracias a las adquisiciones que los monjes obtuvieron de los vecinos de las poblaciones cercanas. Finalmente las propiedades del convento fueron: un convento, dos huertos, una iglesia, un campo, un censo y un pozo. La importancia de este asentamiento religioso fue muy grande para el futuro del pueblo porque fue donde se articularía el actual núcleo urbano.[12][13]
- Claustro del Convento de Carmelitas. El claustro del convento es similar al de otros de la zona, con una particularidad: presenta arcos escarzanos. Se trata de una edificación de doble altura con cinco arcos por planta en cada una de sus caras, siendo el elemento constructivo que más daños ha sufrido, por el desuso y que precisa labores urgentes de intervención. La galería del piso bajo se cubre con bóvedas de arista. Abre el patio por una arquería compuesta de cinco arcos de medio punto, separados por dobles pilastras dóricas, ahora cerrados con albañilería. La galería del piso superior se cubre con bóveda de cañón con lunetos para la abertura de los huecos recayentes al claustro. En la actualidad los vanos están cegados o disponen de pequeñas ventanas de carpintería de madera.[14]

### Fiestas
- Fiestas mayores. Celebran sus fiestas a la Virgen del Carmen el 15 y 16 de julio.
- Santa Bárbara. Se celebran del 3 al 4 de diciembre.

### Asociacionismo
- Asociación de Empresarios de Beniparrell, situada en la carretera del Real de Madrid Sur, 64[15]
- Falla Poble Beniparrell, situada en la calle de Blasco Ibáñez, 86
- Asociación Ampa CEIP Blasco Ibáñez, situada en la calle de Torrent, s/n (colegio Blasco Ibáñez)
- Asociación de Jubilados y Pensionistas de Beniparrell, situada en la calle de Albal, 14 (hogar del jubilado)
- Asociación de Alumnos de la EPA de Beniparrell, situada en la calle de Blasco Ibáñez, 5 (escuela de adultos)
- Centro Instructivo Musical de Beniparrell, situado en la calle de Santa Bárbara, 25 (casa de la cultura, 2.º piso)
- Festers i Festeres de Sant Antoni de Beniparrell, situada en la avenida de Levante, 14 (ayuntamiento)
- Ateneo Cultural Recreativo de Beniparrell, situado en la calle de Blasco Ibáñez, 38 (bajo)
- Club de Pàdel Samaruc Esport, situado en el polideportivo municipal.

## Servicios
Los servicios sociales de Beniparrel son centros de información, valoración, diagnóstico y orientación para la población. Además, tienen como principales objetivos la prestación de servicios de ayuda a domicilio, la realización de actuaciones preventivas en situaciones de riesgo y necesidad social, y la gestión de prestaciones de emergencia social, entre otros.
Los servicios que ofrece el ayuntamiento de Beniparrell son:
- Servicio municipal de atención y prevención del absentismo escolar
- Cementerio
- Policía local
- Biblioteca
- Servicio de acción comunitaria
- Servicio de promoción de la autonomía personal
- Pensiones no contributivas
- Mayores, ocio y tiempo libre
- Tarjeta del mayor
- Equipo de atención a la adolescencia e infancia
- Servicio de atención a la dependencia
- Renta valenciana de inclusión
- Programa de ayuda social 2019
- Oficina comarcal de información al consumidor/a

### Instalaciones deportivas[17]
- Campo de futbol 11
- Frontón con biseles
- Frontón valenciano
- Pistas de petanca
- Carrer de pilota
- Frontenis
- Pádel
- Gimnasio municipal
- Piscinas
- Pista polivalente